# Grand Meadow (Minnesota)
Pour les articles homonymes, voir Grand Meadow.
Grand Meadow est une ville américaine située dans le Comté de Mower, dans le Minnesota. Selon le recensement de 2010, sa population est de 1 139 habitants.